# Florin Lăzărescu
Florin Lăzărescu (n. 28 martie 1974, Doroșcani, Iași) este un prozator, scenarist român. Este unul dintre fondatorii și director artistic al Festivalului Internațional de Literatură și Traducere Iași - FILIT, un proiect organizat de Muzeul Național al Literaturii Române din Iași.

## Bio-bibliografie
Florin Lăzărescu s-a născut la Doroșcani, un sat din județul Iași, unde a și copilărit. Conform mărturiei sale, a trăit între „oameni care spuneau povești”. Din clasa a doua a început să citească, o pasiune pe care i-a transmis-o și surorii sale mai mici. La școala primară, exista un aparat de proiectat cu role, unde se difuzau filme.
În 1998 a absolvit Facultatea de Litere din cadrul Universității „Alexandru Ioan Cuza” din Iași, iar în 2000 un master în literatură comparată și antropologie.
A debutat cu volumul de povestiri Cuiburi de vâsc (2000), pe care l-a tipărit la editura Outopos (a unei asociații studențești), într-un tiraj de 500 de exemplare. Ulterior a fost publicat în antologia Ozone friendly (2001) și a scos volumul Șase moduri de a-ți aminti un cal sau Șase povestiri (2003) la editura online LiterNet, cu o prefață de Lucian Dan Teodorovici. Deși a fost remarcată lipsa de originalitatea a structurii narative a povestirilor (de tipul „în cadru”) din Șase moduri de a-ți aminti un cal, criticul Marius Chivu considera cartea drept un exercițiu reușit de virtuozitate, caracterizat de o scriitură foarte bună. Iulia Popovici sesiza vocația cinematografică a lui Lăzărescu.
În 2003 a publicat la Polirom primul său roman, Ce se știe despre ursul panda, cu o prefață de Ovidiu Șimonca. Premisa cărții este că naratorul urmărește parcursul unui ziar care trece din mână în mână, înfățișând între timp personajele; ca erou este fixat Toma, angajat într-un supermarket. Critica Iulia Popovici aprecia că Lăzărescu are o mână fină pentru figuri pitorești, care conturează o „lume pestriță [care] e amenințată să-și piardă simțul lucrului sfînt (prin asta înțelegîndu-se și, pur si simplu, contactul imediat cu cel de lîngă tine); în cel mai bun caz, e o lume de urși panda, refuzînd să mai comunice, să se mai înmulțească, fie pentru c-au pierdut sensul existenței, fie fiindcă, dimpotrivă, i-au aflat secretul și-i trăiesc preaplinul.” Ea sesiza de asemenea încărcătura livrescă a prozei lui Lăzărescu. Criticul de întâmpinare Costi Rogozanu de la Observator cultural a evaluat romanul laolaltă cu câte o carte de Radu Pavel Gheo și Lucian Dan Teodorovici, apărute la aceeași editură, dând verdictul că autorii „scriu impecabil” și că deși „se pot găsi diverse reproșuri de amănunt [...] toți trei sunt scriitori profesioniști.
Tot în 2003, Lăzărescu a fost reprezentat cu proza Pulp Fiction în antologia Respiro - Antologie de proză scurtă (2000-2002) alcătuită de Mona Mamulea. Criticul de întâmpinare Marius Chivu considera textul lui Lăzărescu – alături de cele ale unor Adina Dabija, Ioan Es. Pop, Bogdan Suceavă sau Paul Doru Mugur – printre cele mai bune din volum.
În 2005, Lăzărescu a publicat romanul Trimisul nostru special, care l-a făcut cunoscut. Cartea a fost tradusă în mai multe limbi (franceză, germană,  spaniolă, italiană, slovenă, maghiară și croată). Traducerea franceză de Olimpia Bogdan-Verger la Éditions des Syrtes a fost primită foarte bine în Franța, Lăzărescu fiind primul român mai tânăr publicat de editură.

## Opera

### Volume
- Cuiburi de vîsc, Iași: Editura OuTopos, 2000
- Șase moduri de a-ți aminti un cal sau șase povestiri, Editura LiterNet, 2003
- Ce se știe despre ursul panda, Iași: Editura Polirom, 2003
- Trimisul nostru special, Iași: Editura Polirom, 2005
- Amorțire, Editura Polirom, 2013
- Întâmplări și personaje, Editura Polirom, 2015
- Puiul de balaur, puiul de zmeu și puiul de om, Colecția CARTIER Junior, Ilustrații de Raluca Burcă, 2019; ISBN 978-9975-86-358-2
- Noaptea plec, noaptea mă-ntorc: roman, Editura Polirom, 2021

### Antologii
- Ozone Friendly. Iași - reconfigurări literare, Editura T, Iași, 2002
- Respiro. Proză scurtă 2000-2002, Editura Dacia, Cluj-Napoca, 2003
- Cartea cu bunici, Editura Humanitas, 2007
- Scriitori la poliție, coord. de Robert Șerban, Editura Polirom, 2016

### Cărți publicate în alte limbi
- Seelenstarre, traducere Jan Cornelius, Wieser Verlag, 2018, ISBN 9783990292860 [14]
- Naš posebni poročevalec, Modrijan, 2008
- Notre envoye special, Editions des Syrtes, 2007
- Unser Sonderberichterstatter, traducere Aranca Munteanu, Wieser Verlag, Viena, 2007
- Pas question de Dracula, (coautor, alături de Dan Lungu și Lucian Dan Teodorovici), Non Lieu, Paris, 2007

### Scenarii
- Lampa cu căciulă, scurtmetrajul cu care a câștigat concursul organizat în 2005 de Centrul Național al Cinematografiei. Scurtmetrajul a fost turnat în regia lui Radu Jude, în 2006.
- Animat Planet Show, în colaborare cu Lucian Dan Teodorovici, difuzat de Antena 1.
- O umbră de nor, 2014 - în regia lui Radu Jude, premieră la Cannes.
- Aferim!, 2015, - regizat de Radu Jude, lungmetraj care a câștigat Ursul de Argint la Berlinale, pentru cea mai bună regie, nominalizare la Premiile Academiei Europene de Film pentru cel mai bun scenariu din 2015, Premiul Gopo pentru cel mai bun scenariu în 2016.